# IMAM Ro.30
Die IMAM Ro.30 war ein dreisitziges italienisches Aufklärungsflugzeug. Der Prototyp dieses Anderthalbdeckers flog 1932 erstmals. Zwei Piloten teilten sich ein konventionelles Cockpit vor dem Tragwerk, für den Beobachter war hinter den Tragflächen ein zweites kleines Cockpit vorgesehen.
Der Antrieb der in geringer Zahl gefertigten Serienmaschinen erfolgte entweder durch einen bei Alfa Romeo gebauten Sternmotor Bristol Mercury mit 390 kW/530 PS oder durch den etwas schwächeren bei Piaggio lizenzgefertigten Sternmotor Bristol Jupiter VIII mit 368 kW/500 PS.
Des Weiteren bestand die Möglichkeit eine fixe Beobachtungskamera oder eine damals noch nicht selbstverständliche Funk- und Nachtflugausrüstung einzubauen. Die nur in begrenzter Zahl eingesetzte Ro.30 wurde in den Einsatzverbänden ab 1934 von der IMAM Ro.37 abgelöst.

## Technische Daten
| Kenngröße             | Daten                                                                              |
| --------------------- | ---------------------------------------------------------------------------------- |
| Besatzung             | 3                                                                                  |
| Länge                 | 10,24 m                                                                            |
| Spannweite            | 15,75 m                                                                            |
| Höhe                  | 3,50 m                                                                             |
| Rüstmasse             | 1580 kg                                                                            |
| max. Startmasse       | 2630 kg                                                                            |
| Antrieb               | ein luftgekühlter Neunzylinder-Sternmotor Piaggio Jupiter VIII mit 500 PS (368 kW) |
| Höchstgeschwindigkeit | 225 km/h                                                                           |
| Dienstgipfelhöhe      | 7500 m                                                                             |
| Reichweite            | 1600 km                                                                            |
| Bewaffnung            | drei 7,7-mm-Maschinengewehre                                                       |